# ユニファイド・コミュニケーション
ユニファイド・コミュニケーション（英: Unified communications）は、さまざまな通信・伝達手段を連携させ、共通の利用基盤として提供するシステムやサービスの総称。電話、テレビ電話、遠隔会議、電子メール、インスタントメッセンジャーなどを、仮想化した利用基盤を経由させることで、統合的な管理・利用が可能となる。

## 概要
例えば、リアルタイムの通信サービスは、インスタント・メッセージング（チャット）、プレゼンス情報、電話（IP電話を含む）、ビデオ会議、コール制御および音声認識サービスなどがある。非リアルタイム通信などユニファイド・メッセージング（統合ボイス・メール、電子メール、SMS、ファックス）などがある。一つの製品と勘違いやすいが、UCは統合されたユーザ・インターフェースとユーザ・エクスペリエンスを提供するセットの製品である。このような製品セットは、複数のデバイスとタイプのメディアで構成されることがある。
UCはビジネス・コミュニケーションの統合が目的である。例えば、すべての通信形態を簡素化し、ビジネス・プロセス最適化とリスポンス・タイム短縮のビューに統合する、そしてメディアとデバイスの依存関係を排除する。
UCは、利用者がある通信形態でメッセージを送信して、他の通信形態でこのコミュニケーションを受信することを可能にする。たとえば、利用者がボイス・メールでメッセージを受け取ることもできれば、電子メールや携帯電話を介してアクセスすることも選択できる。送信者はプレゼンス情報の通りオンライン、呼出しを受取った場合、応答はテキスト・チャットやビデオ・コールですぐに送信することができる。それ以外の場合、非リアルタイムのメッセージとして送信され、様々なメディアを介してアクセスすることができる。